# 2013 en Tunisie
Chronologie de la Tunisie
- 2009
- 2010
- 2011
- 2012
- 2013
- 2014
- 2015
- 2016
- 2017

Cet article présente les faits marquants de l'année 2013 en Tunisie ou relatifs à la Tunisie.

## Événements
- En 2013, après les échecs répétés du gouvernement Ali Larayedh à vouloir imposer la loi n°2010/17 relative au service civil (privant les résidents en médecine du droit à bénéficier des critères de sursis et d'exemption)[1], quelque 79 membres[2] de l'assemblée constituante soumettent le 20 juin 2013[3],[4] une proposition de loi[5] de nature, selon eux[6], à remédier au manque de médecins spécialistes dans les régions de l'intérieur du pays[7]. En effet, les inégalités de répartition des médecins spécialistes sont très importantes — il y a à Tunis un spécialiste pour 1 555 habitants, dans le gouvernorat du Kef un pour 9 391 et dans celui de Kasserine un pour 19 345  —, les généralistes étant un peu plus présents dans l'ensemble du territoire[8].
- 6 février : assassinat de Chokri Belaïd.

- Octobre : 

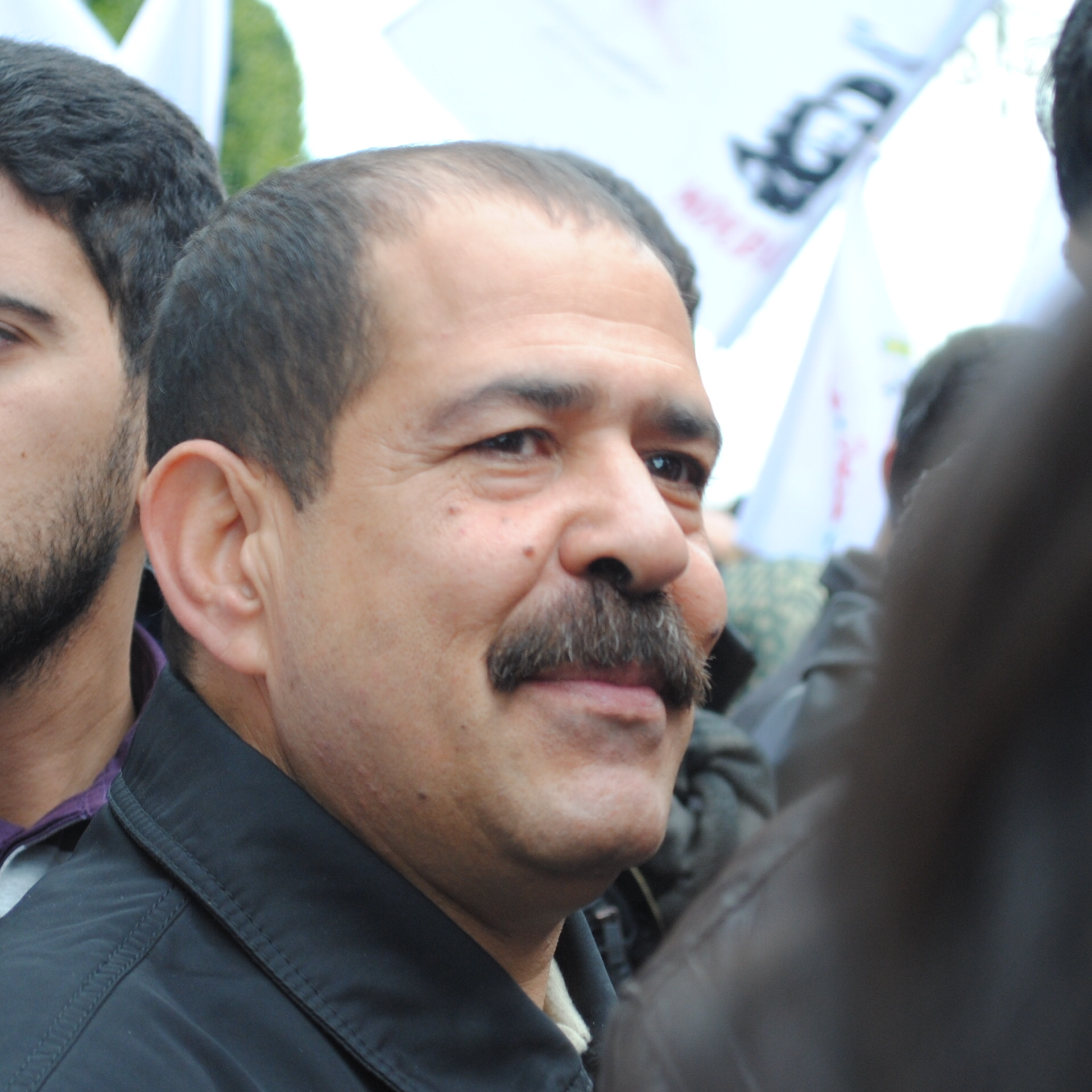
Chokri Belaid.

  - combat de Sidi Ali Ben Aoun entre la garde nationale tunisienne et des djihadistes d'Ansar al-Charia, lors de l'insurrection djihadiste en Tunisie.
  - Bataille de Touayel, affrontement entre forces de l'ordre et djihadistes.

### Bataille de Chaambi
- 6 juin, un véhicule tunisien saute sur une bombe artisanale à Doghra, dans le djebel Chambi : deux soldats sont tués et deux autres blessés. Selon le gouvernement tunisien, les djihadistes appartiennent aux milices d'Okba Ibn Nafaâ, une cellule d'Al-Qaïda au Maghreb islamique (AQMI) et à Ansar al-Charia.
- 18 juillet : dans la wilaya d'El Oued, l'armée algérienne intercepte un pick-up chargé d'armes venu de Libye à destination du djebel Chambi ; deux de ses occupants sont tués[9]
- 29 juillet vers 18 heures : un groupe de militaires tunisiens tombe dans une embuscade à Sabaa Diar, dans le djebel Chambi. Leur camion est mitraillé par une trentaine de rebelles salafistes, plusieurs militaires étant désarmés puis exécutés : huit soldats sont tués et trois autres blessés, dont un mortellement, plusieurs cadavres étant égorgés.
- 1 août : l'armée tunisienne lance une offensive sur le djebel Chambi avec des forces terrestres et l'aviation, déclarant combattre la katiba Okba Ibn Nafaâ[10].
- 5 août : trois insurgés fuyant le djebel sont tués par les forces algériennes déployées à la frontière dans la région de Bir el-Ater, rattachée à la wilaya de Tébessa[11].
- 6 août : le ministre de l'Intérieur, Lotfi Ben Jeddou, déclare que 140 salafistes ont pris part aux affrontements dans le djebel Chambi et que 46 d'entre eux ont été capturés[12].
- 27 août : le gouvernement tunisien, qui rassemble Ennahdha, le Congrès pour la République, Ettakatol et des indépendants, accuse Ansar al-Charia d'être lié à Al-Qaïda et d'être responsable des assassinats politiques et des attaques dans le djebel Chambi. Ansar al-Charia est alors classé par le gouvernement comme une organisation terroriste[13].
- 1 septembre : le porte-parole du ministère de l'Intérieur, Mohamed Ali Aroui, déclare que les rebelles salafistes retranchés dans le djebel ne sont plus qu'une trentaine[14].
- 2 septembre : trois gardes forestiers sont capturés par douze djihadistes et finalement relâchés huit heures plus tard[15]
- 25 septembre : le ministre Lotfi Ben Jeddou déclare que quatorze islamistes d'Ansar al-Charia et d'AQMI, dont Kamel Gadhgadhi, sont encore actifs au djebel Chambi, ainsi que quatorze autres à Samama.
- Début octobre : selon un prisonnier djihadiste algérien capturé dans la wilaya d'Illizi, 17 hommes ont été envoyés en renfort depuis la Libye, sur ordre de Djamel Okacha[16].
- Nuit du 11 au 12 octobre : une unité de la brigade antiterrorisme donne l'assaut sur une maison de Kasserine après avoir appris que Mourad Gharsalli était descendu du djebel pour rendre visite à sa famille.
- Novembre 2013 : l'armée tunisienne effectue plusieurs bombardements sur le djebel Chambi, notamment du 12 au 13, du 20 au 21, ainsi que le 26[17]
- 21 et 22 décembre : huit personnes suspectées d'être en lien avec les djihadistes de Chambi sont arrêtées[18]

## Sports

### Athlétisme
- Championnats de Tunisie d'athlétisme 2013

### Aviron
- Championnats d'Afrique d'aviron 2013

### Basket-ball
- Coupe d'Afrique des clubs champions de basket-ball 2013
- Championnat de Tunisie masculin de basket-ball 2013-2014
- Coupe de Tunisie masculine de basket-ball 2013-2014

### Canoë-kayak
- Championnats d'Afrique de course en ligne de canoë-kayak 2013

### Football
- Supercoupe de la CAF 2013
- Équipe de Tunisie de football en 2013
- Championnat de Tunisie de football 2012-2013
- Championnat de Tunisie de football 2013-2014
- Coupe de Tunisie de football 2012-2013
- Coupe de Tunisie de football 2013-2014
- Championnat de Tunisie de football de deuxième division 2012-2013
- Championnat de Tunisie de football de deuxième division 2013-2014
- Saison 2012-2013 du Club africain

### Handball
- Trophée des champions 2013 (handball)
- Championnat de Tunisie masculin de handball 2012-2013
- Championnat de Tunisie masculin de handball 2013-2014
- Coupe de Tunisie masculine de handball 2013-2014

### Volley-ball
- Championnat d'Afrique masculin de volley-ball 2013
- Équipe de Tunisie de volley-ball en 2013
- Championnat de Tunisie masculin de volley-ball 2012-2013
- Championnat de Tunisie masculin de volley-ball 2013-2014
- Coupe de Tunisie masculine de volley-ball 2013-2014

## Culture
- 20 avril : le Comar d'or est attribué à :
  - ouvrage en langue arabe : Non décerné  ;
  - ouvrage en langue française : Le Panache des brisants de Mokhtar Sahnoun.

## Naissances en 2013
- Naissance en Tunisie en 2013

## Décès en 2013
- Décès en Tunisie en 2013